# Bézaudun-les-Alpes
Bézaudun-les-Alpes település Franciaországban, Alpes-Maritimes megyében. Lakosainak száma 260 fő (2022. január 1.). Bézaudun-les-Alpes Bouyon, Le Broc, Conségudes, Coursegoules, Les Ferres, Gattières, Saint-Jeannet és Vence községekkel határos.

## Népesség
A település népességének változása:
| Lakosok száma | 64   | 80   | 87   | 178  | 246  | 243  | 249  | 254  | 256  | 260  |
|               | 1968 | 1982 | 1990 | 2006 | 2013 | 2015 | 2017 | 2019 | 2020 | 2022 |